# Sant Francesc d'Assís de Castellterçol
Sant Francesc d'Assís de Castellterçol, o la Capella Nova, és una capella de la vila de Castellterçol, en el terme municipal del mateix nom, a la comarca del Moianès. Està situada dins del nucli urbà de Castellterçol, a la plaça de Sant Francesc, al capdamunt del carrer del Quadró, a la part occidental del nucli urbà. Fou consagrada l'agost del 1892, per la qual cosa encara avui se la coneix com a la capella nova. És una obra inclosa a l'Inventari del Patrimoni Arquitectònic de Catalunya.

## Descripció

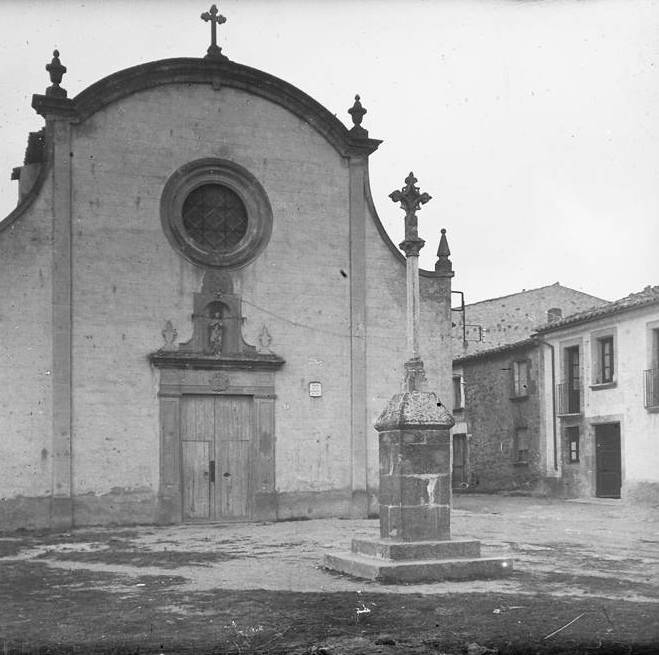
L'església l'any 1917

Església d'una nau amb quatre capelles laterals i absis rectangular. La nau està coberta amb volta de canó. En la façana principal es troba la porta flanquejada per dues pilastres que sostenen una llinda motllurada, a sobre hi ha una fornícula amb la imatge de Sant Francesc. Més amunt es troba una rosassa i el coronament de la façana és mixtilini amb una creu al centre.

## Història
Aquesta capella va ser idea de Josep Gallés i Pujal de "Cal Pobre". Per aquesta obra es demanà ajuda a diversos estaments, es van fer subscripcions, rifes,.... La primera pedra va ser col·locada el 14 de gener de 1849 amb la benedicció del pavorde Damià Pascual. La benedicció de la capella fou el 13 de desembre de 1852, per bé que sols estava llest el presbiteri. Les obres exteriors es van finalitzar el 1874; les interiors es van completar gràcies al llegat del frare caputxí P. Geroni.